# ون بيس (مسلسل 2023)
ون بيس (بالإنجليزية: One Piece) هو مسلسل فنتازيا مغامرات، مبني على مانغا يابانية تحمل نفس الاسم للكاتب إييتشيرو أودا. صدر الموسم الأول في 31 اغسطس 2023 على منصة نتفليكس.

## الممثلون
- إيناكي جودوي، بدور: مونكي دي لوفي.
- إميلي رود، بدور: نامي.
- ماكينيو، بدور: رورونوا زورو.
- يعقوب روميرو، بدور: أوسوب.
- تاز سكايلر، بدور: سانجي.
- فينسينت راجان، بدور: مونكي دي جارب.
- جيف وارد، بدور: باجي المهرج.
- مورغانا ديفيز، بدور: كوبي.
- ليرا أبوفا، بدور: نيكو روبين.
- جو مانغانيلو، بدور: كروكودايل.
- صوفيا آن كاروسو، بدور: ميس غولدين ويك.
- ديفيد داستمالشيان، بدور: مستر 3.
- جو مانغانيلو، بدور: مستر 0.
- كيتي ساغال، بدور: دكتورة كوريها.
- سندهيل رامامورثي، بدور: نفرتاري كوبرا.
- لنجلي كيركود، بدور: مورغان.
- كريج فيربراس، بدور: الشيف زيف.
- مايكل دورمان، بدور: غولد روجر.

## التصوير
بدأ التصوير الرئيسي للمسلسل في 31 يناير 2022.

## الاستقبال
أفادت المراجعات على موقع روتن توميتوز أن 80% من 35 ناقدًا أعطوا المسلسل مراجعة إيجابية، بمتوسط تقييم 7.4/10. وكان إجماع النقاد على ما يلي: «يجسد مسلسل ون بيس جوهر مصدرها المحبوب من خلال تعديل ساحر كبير القلب ينبغي أن يسلي المشجعين القدامى بالإضافة إلى القادمين الجدد الصبورين». وعلى ميتاكريتيك، حصلت السلسلة على متوسط مرجح لدرجات 67 من أصل 100، بناءً على 16 مراجعة نقدية، مما يشير إلى «مراجعات إيجابية بشكل عام».

## وصلات خارجية
- ون بيس على موقع IMDb (الإنجليزية)
- ون بيس على موقع ميتاكريتيك (الإنجليزية)
- ون بيس على موقع روتن توميتوز (الإنجليزية)
- ون بيس على موقع نتفليكس (الإنجليزية)
- ون بيس على موقع فيلمافينيتي (الإسبانية)
- ون بيس على موقع كينوبويسك (الروسية)
- ون بيس على موقع ألو سيني (الفرنسية)
- ون بيس على موقع قاعدة بيانات الفيلم (الإنجليزية)